# Nisa da Capadócia

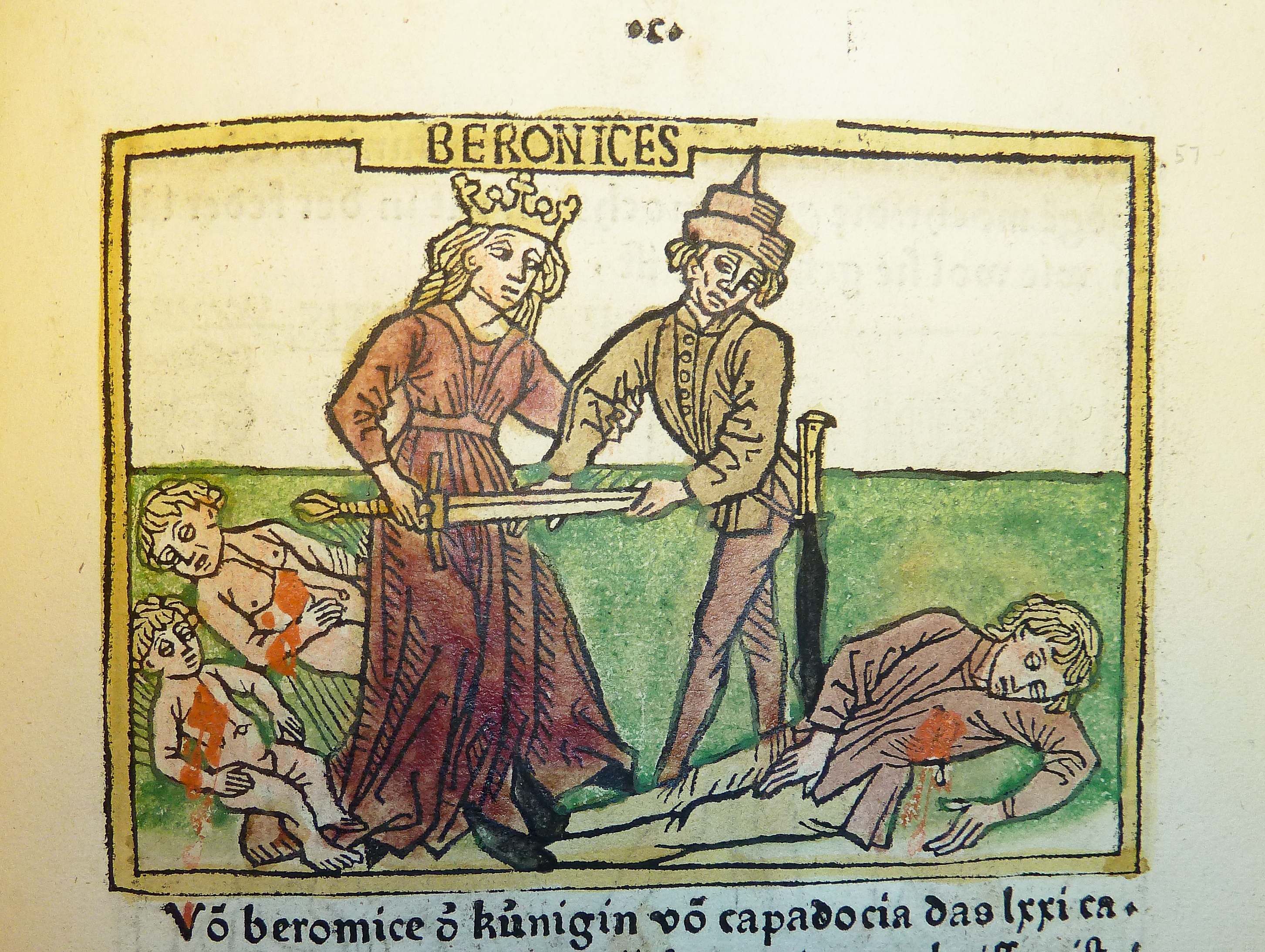
Ilustração contendo Nisa da Capadócia.

Nisa da Capadócia, chamada de Laódice por Juniano Justino, foi a esposa de Ariarates V do Reino da Capadócia.  Ela se tornou a regente para o filho dela Ariarates VI (130–126 a.C.)
Laódice e Ariarates tiveram seis filhos, todos meninos. Após a morte de Ariarates, na guerra contra Aristônico, Laódice passou a administrar o reino, mas, não querendo perder o reino, envenenou seus próprios filhos, apenas Ariarates VI conseguindo escapar. O povo a matou por esta crueldade, e Ariarates VI tornou-se o único rei.